# Melitaea tschujaca
Melitaea tschujaca är en fjärilsart som beskrevs av Adalbert Seitz 1908. Melitaea tschujaca ingår i släktet Melitaea och familjen praktfjärilar. Inga underarter finns listade i Catalogue of Life.